# Luftstreitkräfte
La Luftstreitkräfte allemande, connue sous le nom de Die Fliegertruppen des deutschen Kaiserreiches (Service aérien de l'armée impériale allemande) ou simplement Die Fliegertruppen avant octobre 1916 était la force aérienne de l'empire allemand durant la Première Guerre mondiale (1914-1918). 
Bien que son nom soit très proche de « Armée de l'air allemande », la Luftstreitkräfte demeura un élément de l'Armée de terre impériale pendant toute la durée de la guerre, contrairement à la Royal Air Force qui fut un nouveau service indépendant formé à partir du Royal Flying Corps et du Royal Naval Air Service.

## Historique

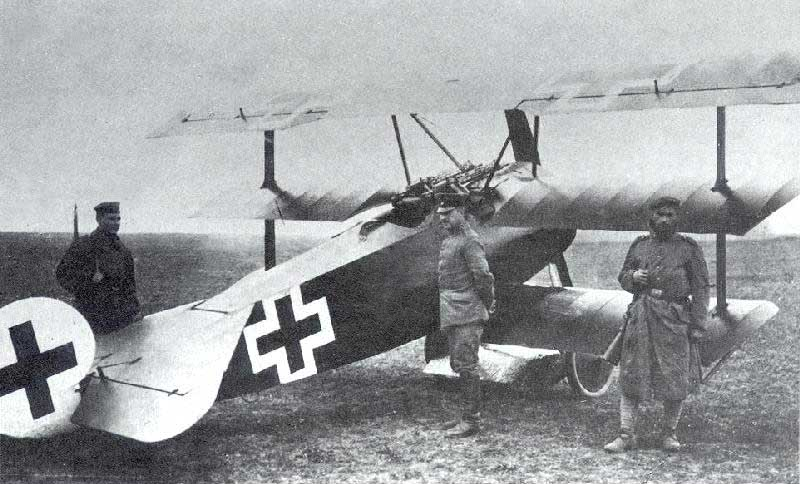
Un des Fokker Dr.I de Manfred von Richthofen. Celui-ci est de couleur rouge.

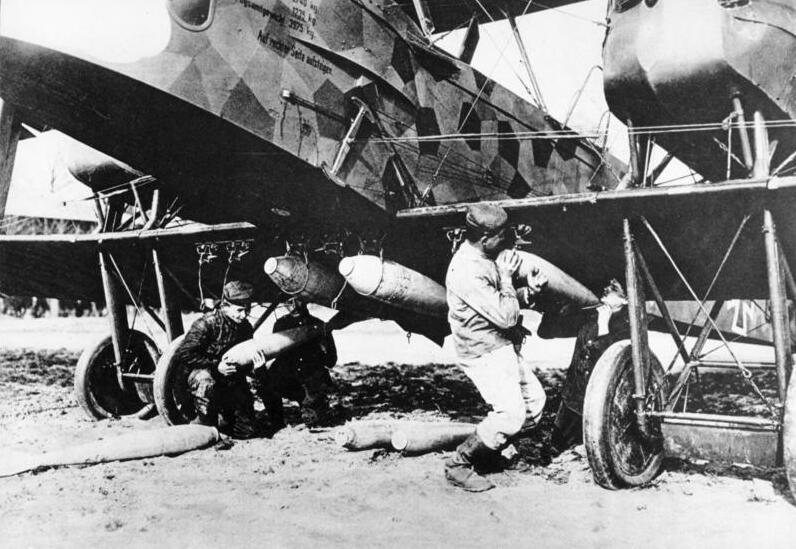
Bombes montées sous un biplan Gotha G.V de la Luftstreitkräfte en novembre 1917.

La Fliegertruppen a été créée en 1910, quatre ans avant le déclenchement de la Première Guerre mondiale (1914-1918) avec l'apparition de l'aviation militaire. À l'origine, on avait l'intention d'utiliser les avions principalement pour la reconnaissance aérienne des lignes ennemies, de la même manière qu'on avait utilisé les ballons d'observation depuis les guerres napoléoniennes. Ce n'est toutefois pas la première armée de l'air de l'histoire : l'aéronautique militaire de la France est fondée en 1909. La fondation de celle du Royaume-Uni, la Royal Flying Corps, eut lieu trois ans plus tard, en 1912.
Durant la guerre, l'armée de l'air allemande utilisa une grande variété d'avions : les avions de chasse (fabriqués par des usines Albatros Flugzeugwerke ou Fokker), les avions de reconnaissance (Aviatik et DFW) et les avions de bombardement (Gothaer Waggonfabrik, mieux connus sous le nom plus simple de Gotha, et Zeppelin-Staaken). Mais ce sont les chasseurs qui passionnent le plus les enthousiastes d'aviation militaire, étant donné que ce sont eux qui produisent des « as » tels que Manfred von Richthofen, surnommé le « Diable rouge » par les Français et « Red Baron » par les Britanniques. D'autres « as » incluent Ernst Udet, Hermann Göring (le futur commandant en chef de la Luftwaffe), Oswald Boelcke (considéré comme le premier tacticien aérien du combat aérien tournoyant, le « dog-fight », en anglais, littéralement « combat de chiens »), Werner Voss et Max Immelmann. Ce dernier est le premier pilote allemand décoré de la médaille Pour le Mérite, à cette époque-là la distinction militaire la plus importante en Allemagne, après avoir abattu huit avions ennemis avec Oswald Boelcke. C'est pour cette raison que cette médaille est surnommée le « Max bleu » depuis lors. De même que la Marine, l'Armée de terre allemande utilise les dirigeables Zeppelin pour effectuer des missions de bombardement sur des cibles militaires et civiles en France, en Belgique et au Royaume-Uni. En octobre 1916, ce service prend le nom de Luftstreitkräfte.
Jusqu'en 1918, tous les avions de l'Armée allemande — ainsi que ceux de l'aviation austro-hongroise — portent l'insigne de la croix de fer. Mais, dès 1918, les avions commencent à porter une croix formée de deux poutres droites (Balkenkreuz), un insigne qui deviendra très familier pendant le IIIe Reich. Après la chute de l'Allemagne en novembre 1918 à la suite de l'Armistice, l'armée de l'air allemande se dissout, comme prévu par le traité de Versailles, dont les termes exigent que tous les avions militaires allemands soient détruits.